# Liste der Monuments historiques in Clomot
Die Liste der Monuments historiques in Clomot führt die Monuments historiques in der französischen Gemeinde Clomot auf.

## Liste der Immobilien
| Bezeichnung        | Beschreibung                                             | Standort                    | Kennzeichnung | Schutzstatus | Datum | Bild           |
| ------------------ | -------------------------------------------------------- | --------------------------- | ------------- | ------------ | ----- | -------------- |
| Kirche St-Médard   | ab dem 12. Jahrhundert                                   | Route d’Essey (Lage)        | PA00112219    | Inscrit      | 1925  | weitere Bilder |
| Château du Rousset | auch Château du Roussay; Schloss, ab dem 14. Jahrhundert | 1 rue du Château (Lage)     | PA00112217    | Inscrit      | 2023  | weitere Bilder |
| Château de Clomot  | Burg, 15. Jahrhundert                                    | 3 impasse de la Tour (Lage) | PA00112218    | Inscrit      | 2023  | weitere Bilder |

## Liste der Objekte
| Bezeichnung                | Beschreibung                                                                    | Standort                       | Kennzeichnung | Schutzstatus | Datum | Bild |
| -------------------------- | ------------------------------------------------------------------------------- | ------------------------------ | ------------- | ------------ | ----- | ---- |
| Skulptur Heiliger Medardus | Aufsatz eines Prozessionsstabs; Holz, farbig gefasst, Ende des 17. Jahrhunderts | in der Kirche St-Médard (Lage) | PM21003371    | Inscrit      | 1972  |      |
| Relief Johannes der Täufer | Kalkstein, 16. Jahrhundert                                                      | in der Kirche St-Médard (Lage) | PM21000638    | Classé       | 1916  |      |